# Lijst van voetbalinterlands Duitse Democratische Republiek - Spanje
Deze lijst van voetbalinterlands is een overzicht van alle officiële voetbalwedstrijden tussen de nationale teams van de Duitse Democratische Republiek en Spanje. De landen hebben drie keer tegen elkaar gespeeld. De eerste ontmoeting was een vriendschappelijke wedstrijd in Málaga op 13 februari 1980. Het laatste duel, eveneens een vriendschappelijke wedstrijd, vond plaats op 27 januari 1988 in Valencia.

## Wedstrijden
| № | Plaats   | Datum            | Competitie        | Wedstrijd                               | Uitslag |
| - | -------- | ---------------- | ----------------- | --------------------------------------- | ------- |
| 1 | Málaga   | 13 februari 1980 | Vriendschappelijk | Spanje − Duitse Democratische Republiek | 0 − 1   |
| 2 | Leipzig  | 15 oktober 1980  | Vriendschappelijk | Duitse Democratische Republiek − Spanje | 0 − 0   |
| 3 | Valencia | 27 januari 1988  | Vriendschappelijk | Spanje − Duitse Democratische Republiek | 0 − 0   |

## Samenvatting
| Competitie        | Totaal gespeeld | Winst DDR | Gelijk | Winst Spanje | Doelsaldo DDR – Spanje |
| ----------------- | --------------- | --------- | ------ | ------------ | ---------------------- |
| Vriendschappelijk | 3               | 1         | 2      | 0            | 1 − 0                  |
| Totaal            | 3               | 1         | 2      | 0            | 1 − 0                  |

Wedstrijden bepaald door strafschoppen worden, in lijn met de FIFA, als een gelijkspel gerekend.